# Christopher Thompson (Schauspieler)

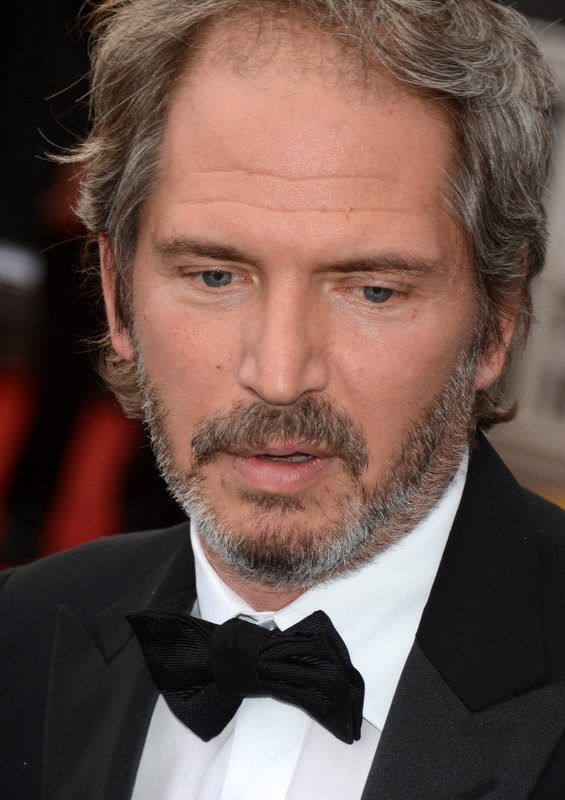
Christopher Thompson (2013)

Christopher John William Thompson (* 13. August 1966 in New York City) ist ein französischer Schauspieler und Drehbuchautor.

## Leben
Als Enkelsohn des Regisseurs Gérard Oury und Sohn der Drehbuchautorin Danièle Thompson kam Christopher Thompson bereits früh mit dem Filmgeschäft in Kontakt. Nach seinem Baccalauréat – er war von seiner Geburtsstadt New York bereits als Kind nach Frankreich übergesiedelt – studierte er jedoch zunächst Kunstgeschichte in den Vereinigten Staaten. Im Jahr 1989 war er in dem großangelegten Historienfilm Die Französische Revolution in der Rolle des Schriftstellers und Revolutionärs Louis Antoine de Saint-Just erstmals auf der Leinwand zu sehen. Es folgte eine Nebenrolle in Giuseppe Tornatores Filmdrama Allen geht’s gut (1990) an der Seite von Marcello Mastroianni und Michèle Morgan. Für seinen Auftritt in dem Film Les Marmottes, für den seine Mutter das Drehbuch geschrieben hatte, erhielt Thompson 1994 eine Nominierung für den César in der Kategorie Bester Nachwuchsdarsteller. Anschließend war er 1995 sowohl in James Ivorys Jefferson in Paris neben Nick Nolte als auch in Total Eclipse – Die Affäre von Rimbaud und Verlaine an der Seite von Leonardo DiCaprio zu sehen.
Für La Bûche (1999), das Regiedebüt seiner Mutter über eine in der Weihnachtszeit zusammenkommende Familie, bei dem er neben Sabine Azéma und Emmanuelle Béart auch zur Besetzung gehörte, schrieb Thompson zusammen mit seiner Mutter erstmals ein Drehbuch. Gemeinsam erhielten sie für ihre Arbeit den Prix Lumières in der Kategorie Bestes Drehbuch und eine Nominierung für den César. Eine weitere César-Nominierung brachte ihnen 2007 der rund um das Théâtre des Champs-Élysées spielende Film Ein perfekter Platz ein, bei dem Christopher Thompson sowohl als Drehbuchautor als auch als Darsteller neben Cécile de France und Claude Brasseur zum Einsatz kam. Eine weitere Kollaboration von Mutter und Sohn war die 2009 veröffentlichte Filmkomödie Affären à la carte mit Karin Viard und Dany Boon in den Hauptrollen. Im Jahr 2010 lieferte Thompson sein Regiedebüt mit Bus Palladium, einem Film über die erste Tour einer Rockband während der 1980er Jahre.
Seit Anfang der 1990er Jahre ist Thompson auch beim Fernsehen tätig und arbeitete dabei vielfach mit der Regisseurin Josée Dayan zusammen, die immer wieder auf ihn als Darsteller zurückkam. In Dayans mehrteiligen Literaturverfilmungen Der Graf von Monte Christo (1998) und Les Misérables – Gefangene des Schicksals (2002) war er jeweils neben Gérard Depardieu zu sehen. Im Jahr 2000 stand er in Glengarry Glen Ross, einem Stück von David Mamet, gemeinsam mit Michel Duchaussoy auch auf der Theaterbühne. 2011 wurde im Pariser Théâtre de l’Atelier unter dem Titel L’Année de la pensée magique eine von ihm übersetzte Bühnenfassung von Joan Didions autobiografischem Buch Das Jahr magischen Denkens aufgeführt. In die einzige Rolle des Einpersonenstücks schlüpfte dabei Fanny Ardant. Mit Le Lauréat feierte 2018 auch eine von Thompson ins Französische übersetzte Theaterfassung von Charles Webbs Debütroman, der als Die Reifeprüfung verfilmt wurde, im Théâtre Montparnasse Premiere.
Mit der Schauspielerin Géraldine Pailhas, die er nach einer bereits länger bestehenden Beziehung 2017 ehelichte, hat Thompson zwei Töchter. Seine Schwester Caroline Thompson (* 1964), die wie er aus der Ehe seiner Mutter mit dem US-amerikanischen Geschäftsmann Richard Thompson hervorging, ist Psychoanalytikerin.

## Filmografie (Auswahl)
Als Darsteller

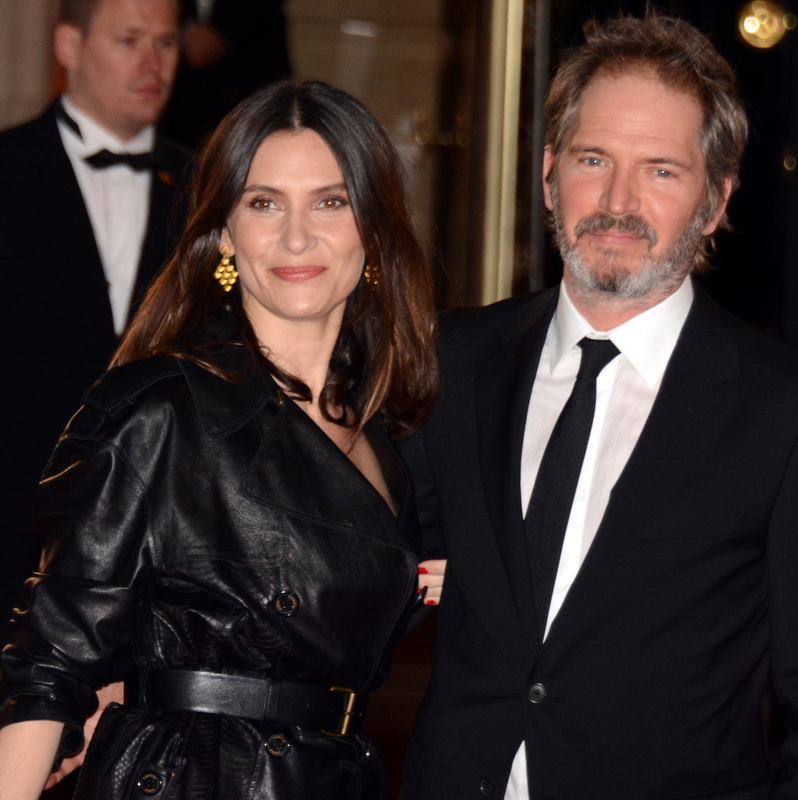
Thompson mit Géraldine Pailhas bei der César-Verleihung 2014

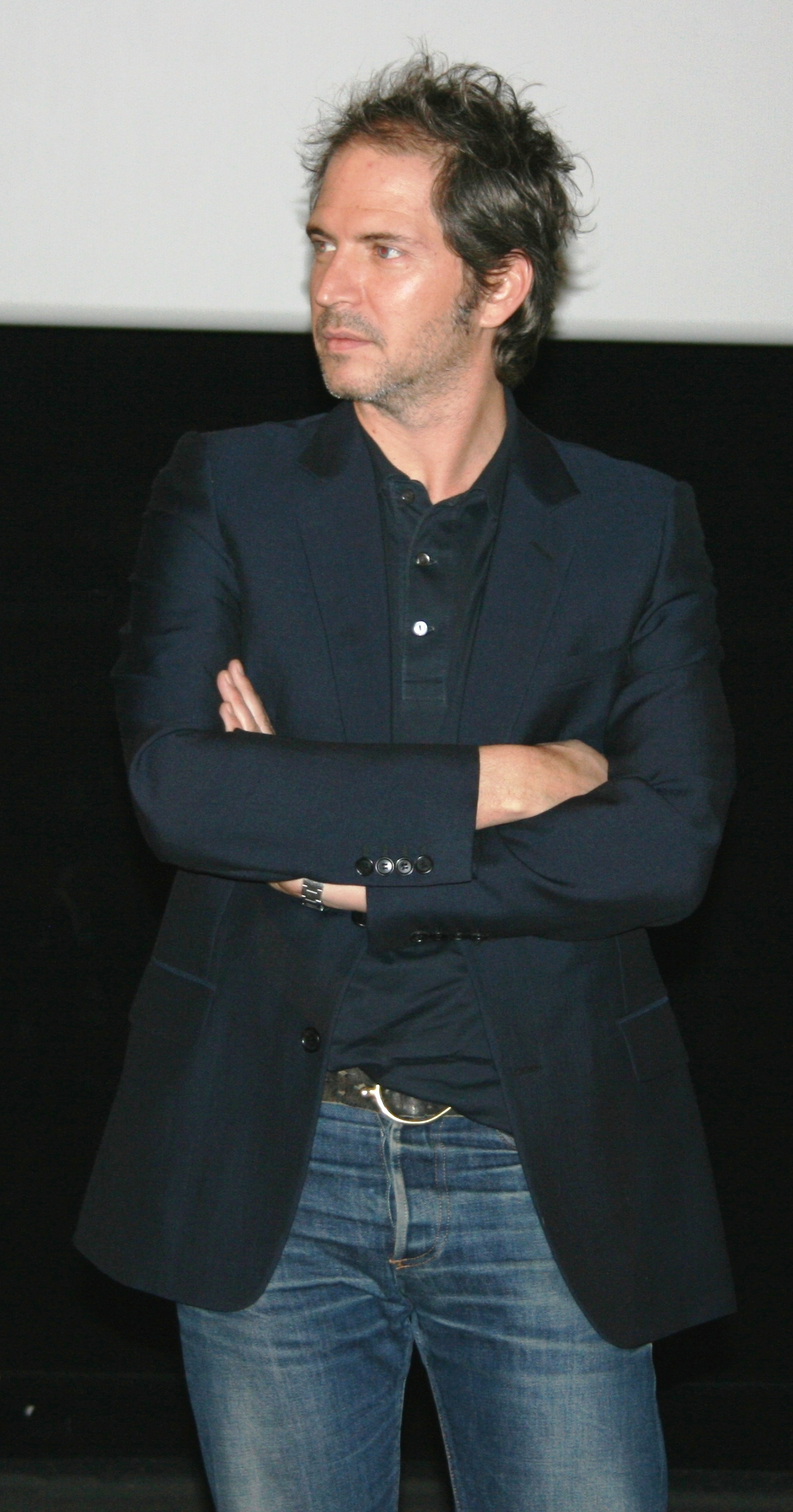
Thompson bei der Vorpremiere von Didine in Paris (2008)

- 1989: Die Französische Revolution (La Révolution français)
- 1990: Allen geht’s gut (Stanno tutti bene)
- 1990: La grande dune
- 1992: Die verlassene Frau (La Femme abandonnée) (TV-Film)
- 1992: L’Atlantide
- 1993: Les Marmottes
- 1994: Giorgino
- 1995: Jefferson in Paris
- 1995: Total Eclipse – Die Affäre von Rimbaud und Verlaine (Total Eclipse)
- 1996: Caged Hearts
- 1996: Les Liens du cœur  (TV-Film)
- 1999: Der Graf von Monte Christo (Le Comte de Monte Cristo) (TV-Miniserie)
- 1999: Le Juge est une femme – L’Usine des jouets (TV-Reihe, eine Folge)
- 1999: La Bûche
- 2000: Waiting
- 2000: Lushins Verteidigung (The Luzhin Defence)
- 2000: San Bernardo
- 2000: Les Misérables – Gefangene des Schicksals (Les Misérables) (TV-Miniserie)
- 2001: Zaïde, un petit air de vengeance (TV-Film)
- 2002: Brief einer Unbekannten (Lettre d’une inconnue) (TV-Film)
- 2006: Ein perfekter Platz (Fauteuils d’orchestre)
- 2006: La Comtesse de Castiglione (TV-Film)
- 2008: Didine
- 2009: Affären à la carte (Le Code a changé)
- 2011: Bouquet final (TV-Film)
- 2013: Eine Hochzeit und andere Hindernisse (Des gens qui s’embrassent)
- 2013: Le Clan des Lanzac (TV-Film)
- 2017: Tout là-haut
- 2018: Capitaine Marleau – Double jeu (TV-Reihe, eine Folge)
- 2021: Nona und ihre Töchter (Nona et ses filles) (TV-Serie, neun Folgen)

Als Drehbuchautor
- 1999: La Bûche
- 2002: Jet Lag – Oder wo die Liebe hinfliegt (Décalage horaire)
- 2006: Ein perfekter Platz (Fauteuils d’orchestre)
- 2006: Le Héros de la famille
- 2008: Ein Schloss in Schweden (Château en Suède) (TV-Film)
- 2009: Affären à la carte (Le Code a changé)
- 2010: Bus Palladium – auch Regie
- 2011: Les Yeux de sa mère
- 2013: Eine Hochzeit und andere Hindernisse (Des gens qui s’embrassent)
- 2021: Charly Fleury’s zweites Leben (Tendre et saignant) – auch Regie
- 2023: Bardot (TV-Miniserie) – auch Regie

## Auszeichnungen
- 1994: Nominierung für den César in der Kategorie Bester Nachwuchsdarsteller für Les Marmottes
- 2000: Nominierung für den César in der Kategorie Bestes Drehbuch zusammen mit Danièle Thompson für La Bûche
- 2000: Prix Lumières in der Kategorie Bestes Drehbuch zusammen mit Danièle Thompson für La Bûche
- 2007: Nominierung für den César in der Kategorie Bestes Originaldrehbuch zusammen mit Danièle Thompson für Ein perfekter Platz